# Гуштын
Гуштын (укр. Гуштин) — село в Скала-Подольской поселковой общине Чортковского района Тернопольской области Украины.
До 2020 года входило в Борщёвский район.
Код КОАТУУ — 6120882601. Население по переписи 2001 года составляло 589 человек.

## Географическое положение
Село Гуштын находится в 1,5 км от левого берега реки Цыганка,
выше по течению на расстоянии в 2 км расположено село Лосяч,
ниже по течению на расстоянии в 1,5 км расположено село Цыганы.
Через село проходит автомобильная дорога Т-2001.

## Объекты социальной сферы
- Школа I—II ст.
- Дом культуры.